# Манастир Светог Димитрија код Димитровграда
Манастир Светог Димитрија - Манастирче припада Епархији нишкој Српске православне цркве. 
Налази се јужно од Димитровграда, у његовој непосредној близини. Смештен је у подножју планине Мртвине између борове и храстове шуме. Посвећен је Светом великомученику Димитрију.

## Историја
Први храм је саграђен 1870. године, а други 1925. године. Нови храм који данас постоји, сазидан је на темељима старијег храма. По предању, Турци су дозволили изградњу храма после проналажења црквених предмета и сасуда на томе месту, како је уснио извесни деда Мада.
Обновљен је у потпуности 1996. године уз огромно залагање и труд Емила Соколова, а иконописан руком уметника Миће Митића. У обновљеном конаку живе монахиње и својим трудом а прилогом верног народа 2013. године саграђена је нова звонара и купљено ново звоно тешко 80 килограма. Асфалтиран је и причазни пут, а у непосредној близини манастриског комплекса изграђена је стаза за зимске спортове.